# Иван Александрович Барбаш
Князь Иван Александрович по прозванию Барбаш — служилый князь состоящий на службе великого московского князя Ивана III Васильевича.
Родоначальник княжеского рода Барбашины. Рюрикович из Суздальских и Нижегородских князей. Младший из трёх сыновей князя Александра Васильевича по прозванию Глазатый, основателя княжеского рода Глазатые-Шуйские. Имел братьев, князей Дмитрия и Бориса Александровичей известных по родословным. По прозванию его потомки получили фамилию — Барбашины. В поколенной росписи поданной в 1682 году в Палату родословных дел указан с прозванием — Борбоша.

## Биография
В 1495 году упомянут в государевом Новгородском походе.
В марте 1499 года послан первым воеводою судовой рати к Казани на помощь казанскому царю Абдул-Латифу против царевичей Агалака и Урака, пытавшихся его свергнуть. Данное событие о посылке воевод было отражено в книжной миниатюре Лицевого летописного свода.

## Семья
От брака с неизвестной имел детей:
- Князь Барбашин Михаил Иванович — в 1495 году упомянут постельничим в государевом Новгородском походе, бездетный.
- Князь Барбашин Владимир Иванович — сын боярский, в 1495 году показан постельничим в государевом Новгородском походе. В феврале 1500 года на свадьбе дочери великого князя Ивана III — княжны Феодосии Ивановны и князя Василия Даниловича Холмского был девятнадцатым в свадебном поезде. Бездетный.
- Князь Барбашин Фёдор Иванович — известен по родословным.
- Князь Барбашин Борис Иванович — известен по родословным, бездетный.
- Князь Барбашин Иван Иванович (ум. 1541) — голова, воевода, с 1529 года боярин.